# Buick Lucerne
Buick Lucerne — полноразмерный (full-size) люксовый седан, выпускавшийся с 2005 по 2011 год подразделением Buick американской корпорации General Motors. Лидер модельного ряда, традиционный американский автомобиль с мягким ходом, роскошным и тихим салоном, Buick Lucerne оснащался восьмицилиндровым двигателем, впервые за последнее десятилетие в истории марки.

## Описание

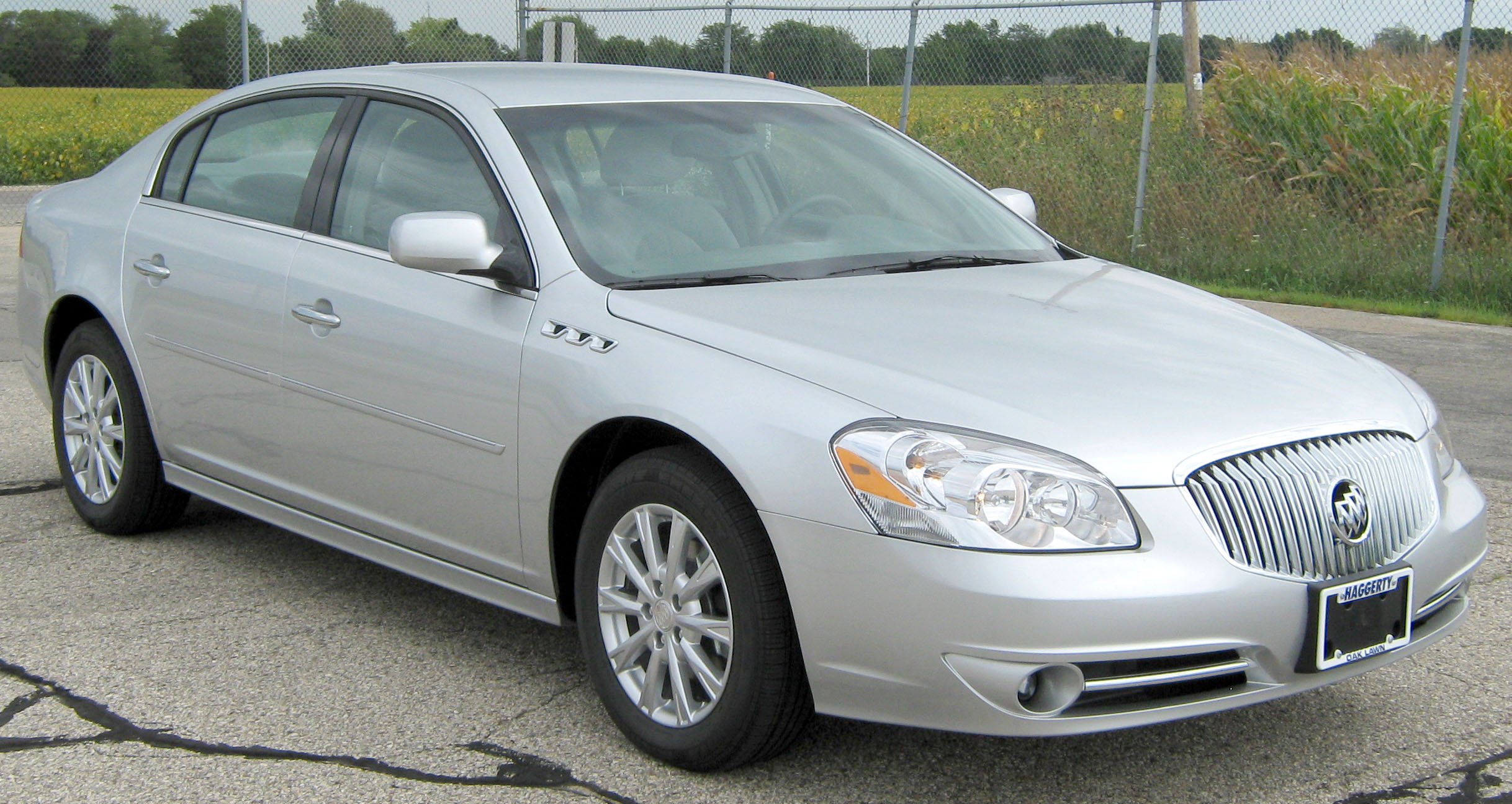
2011 Buick Lucerne

Вершина модельной линейки марки, этот полноразмерный (full-size) люксовый седан был впервые показан на автосалоне в Чикаго в 2005 году. Созданный на обновлённой переднеприводной платформе G корпорации, он оснащался V-образными шестицилиндровым или, вновь вернувшимся на модели компании, восьмицилиндровым бензиновыми двигателями. Оба мотора агрегатировались с четырёхступенчатой автоматической трансмиссией.
Фирменные декоративные отверстия (VentiPorts) на передних крыльях указывали на тип установленного двигателя: по три отверстия с каждой стороны были у шестицилиндровой версии, а по четыре — у восьмицилиндровой. 
Передние сиденья с подогревом и вентиляцией, двухступенчатая подушка безопасности водителя, а также система подогрева жидкости в омывателе, впервые применялись на автомобилях Buick. Новинкой, также, была активная подвеска  Magnetic Ride Control, работающая совместно с системой контроля устойчивости StabiliTrak.
В 2007 году автомобиль получил навигационную систему с сенсорным экраном и, устанавливаемое по заказу, обогреваемое рулевое колесо. В апреле 2008 года была представлена модель Lucerne Super с 292-сильным восьмицилиндровым двигателем. Стал доступен для заказа пакет систем помощи водителю, (Driver Confidence Package), включавший в себя систему контроля слепых зон и  систему предупреждения о выходе за полосу движения. Все модели теперь стандартно оснащались спутниковым радио.
В 2009 году базовый шестицилиндровый двигатель был заменён на более мощный, способный работать как на обычном бензине, так и на биотопливе (E85). На все модели стали устанавливать Bluetooth для соединения сотового телефона с информационной системой автомобиля. В следующем году все модели получили немного обновлённый передок со встроенными противотуманными фарами.
Выпуск автомобилей был прекращён 15 июня 2011 года.
| Двигатели и трансмиссия | Двигатели и трансмиссия | Двигатели и трансмиссия         | Двигатели и трансмиссия     | Двигатели и трансмиссия | Двигатели и трансмиссия |
| ----------------------- | ----------------------- | ------------------------------- | --------------------------- | ----------------------- | ----------------------- |
| Двигатель               | Рабочий объём, см³      | Мощность л. с./ обороты, об/мин | Момент, Нм/ обороты, об/мин | Трансмиссия             | Годы применения         |
| 3.8 V-6 (L26)           | 3791                    | 197/5200                        | 308/3800                    | Hydra-Matic 4T65-E      | 2006—2008               |
| 3.9 V-6 (LGD)           | 3880                    | 277/5700                        | 321/3200                    | Hydra-Matic 4T65-E      | 2009—2011               |
| 4.6 V-8 (LD8)           | 4565                    | 275/5600                        | 400/4400                    | Hydra-Matic 4T80-E      | 2006—2008               |
| 4.6 V-8 (L37)           | 4565                    | 292/6300                        | 390/4500                    | Hydra-Matic 4T80-E      | 2008—2011               |

| Продажи в США | Продажи в США |
| ------------- | ------------- |
| Год           | Количество    |
| 2005          | 8821          |
| 2006          | 96 515        |
| 2007          | 82 923        |
| 2008          | 54 930        |
| 2009          | 31 292        |
| 2010          | 26 459        |
| 2011          | 20 358        |
| 2012          | 971           |
| Всего         | 322 269       |